# Ронні Мартенс
Ронні Мартенс (фр. Ronny Martens, нар. 22 грудня 1958, Герардсберген) — бельгійський футболіст, що грав на позиції нападника.

## Ігрова кар'єра
Народився 22 грудня 1958 року в місті Герардсберген. Вихованець футбольної школи клубу Eendracht Deftinge.
У дорослому футболі почав виступати за «Андерлехт», з яким дебютував в чемпіонаті Бельгії в 1978 році. З «Андерлехтом» Мартенс виграв Кубка Кубків УЄФА 1977-78 (не зіграв жодної гри), Суперкубок УЄФА в 1978 році (вийшов на заміну замість Руда Гелса в перерві другого матчу) і чемпіонат Бельгії сезону 1980-81 (зіграв дев'ять матчів, в тому числі три зі старту). Протягом чотирьох років у «Андерлехті» зіграв в цілому 63 гри (52 — в чемпіонаті, 9 — в Кубку і два в єврокубках) і забив 18 голів (16 — в чемпіонаті і два в Кубку).
У 1981 році Ронні переїхав до «Беверена», за який провів 82 ігор в чемпіонаті і забив 34 голи, а також виграв національний титул в сезоні 1983-84. У наступному сезоні Мартенс відправився в «Гент», де залишався в протягом одного сезону, за результатами якого став найкращим бомбардиром чемпіонату сезону 1984-85 з 23 голами в 34 іграх.
У наступному році Мартенс перейшов в «Мехелен», де він залишався протягом двох сезонів, вигравши Кубок Бельгії в сезоні 1986-87. У 1987 році Ронні повернувся в «Гент», де він забив 10 голів в сезоні 1987-88 років, і в наступному сезоні перейшов до «Моленбек», за який зіграв 11 разів, але не врятував команду від вильоту за підсумками сезону 1988-89.
У 1989 році, після 12 років проведених в вищій бельгійської лізі, з 107 голами в понад 200 матчах, Мартенс підписав контракт з клубом другого дивізіону «Бомом», де за сезон зіграв 22 гри і забив 5 голів, після чого завершив професійну ігрову кар'єру.
Мартенс також був учасником Євро-1980 у складі збірної Бельгії, де його команда дійшла до фіналу, але сам Ронні так за всю свою кар'єру жодного разу не виходив на поле у футболці головної команди.

## Титули і досягнення

### Командні
- Чемпіон Бельгії (2):

«Андерлехт»: 1980–81
«Беверен»: 1983–84
- Володар Кубка Бельгії (1):

«Мехелен»: 1986–87
- Володар Суперкубка Бельгії (1):

«Беверен»: 1984
- Володар Кубка Кубків УЄФА (1):

«Андерлехт»: 1977–78
- Володар Суперкубка Європи (1):

«Андерлехт»: 1978
- Чемпіон Європи (U-18): 1977
- Віце-чемпіон Європи: 1980

### Особисті
- Найкращий бомбардир чемпіонату Бельгії: 1984–85 (23 голи)